# 2003年安大略省大选
2003年安大略省大选已于2003年10月2日举行，以選出第38屆安大略省議會議員。
2003年美加大停电后的几天里，执政的安大略進步保守黨在民意调查中获得支持，随后省長厄尼·埃夫斯于9月2日舉行了这次选举。这次选举的结果是麦坚蒂领导的安大略自由党赢得了多数政府，擊敗了自1995年起執政的進步保守黨政府。